# Софийски университет «Св. Климент Охридски» (станция метро)
Софийски Университет «Св. Климент Охридски» (болг. Софийски Университет «Св. Климент Охридски») — станция Софийского метрополитена. Пересадочный узел на станцию Орлов мост Третьей линии. Открыта для эксплуатации 7 сентября 2009 года, хотя официальная церемония по открытию отложена на 8 сентября 2009 года — в стране был объявлен национальный траур по жертвам катастрофы на озере Охрид в Македонии.

## История
Строительство центрального участка Первой линии Софийского метрополитена встретило неожиданные трудности: участок проходил через исторический центр Софии, сквозь археологические слои, в опасной близости с историческими зданиями, являющимися архитектурными памятниками и пришлось открыть второй радиус линии 8 мая 2009 года, не соединив его с первым радиусом. Таким образом несколько месяцев обе части линии действовали автономно.
Открытием этой междинной станции, открыто и непрерывное движение по всей линии.

## Местоположение и вестибюли
Станция расположена в парковой части Борисового сада (ист. название парка) напротив здания Ректората Софийского университета.
Перед открытием станции, подземному переходу, находящемуся у университета сделан капитальный ремонт, во время которого пришлось перенести несущий пилот конструкции, стоявший на пути одного из тоннелей. В переходе и находится западный вестибюль станции. Таким образом подземный переход остаётся вне платной части станции. Однако через него имеет доступность пассажиропоток с бульвара Царя Освободителя и бульвара Васила Левского, так и многочисленные студенты из университета.
Восточный вестибюль находится в парковой части, недалеко от памятника Советской армии. На выходе из него сооружён траволатор в переходе, который связывает станцию и транспортный узел на Орловом мосту (болг.  Орлов мост), находящемся неподалёку от университета.
Таким образом станция является исключительно коммуникативной и ожидается, что будет одной из самых загруженных.
Поэтому при её сооружении соблюдались оригинальные архитектурные планы 80-х годов прошлого века, когда её задумали как пересадочную на Третий метродиаметр (на третью линию). Станция выполнена с островной платформой, в то время как все станции нового строительства с боковыми платформами.
С двух сторон платформы сооружены выходы, на которых стоят четыре эскалатора, лестницы и лифты для трудноподвижных граждан и матерей с детьми.
Станция однопролётная, мелкого заложения, с островной платформой. Длина платформы 102 м.
Архитектор станции: арх. Красен Андреев
Архитектор обновлений подземных переходов перед университетом и на улице Сан Стефано :Фарид Пактиавал

## Галерея
- Подземный переход с вестибюлем
- Вход в станцию со стороны Университета
- Вход в станцию со стороны парка и Орлиного моста